# Centro zoológico de Tel Aviv-Ramat Gan
El Centro zoológico de Tel Aviv-Ramat Gan o Parque safari de Ramat Gan (en hebreo: הספארי ברמת גן) es un parque safari y zoológico en Ramat Gan, Israel. Se abrió al público en 1974 como un parque de animales de África. En 1981, un zoológico se estableció en el centro del parque para sustituir el antiguo zoológico de Tel Aviv, que fue cerrado.
El Safari de Ramat Gan cubre un área de 100 hectáreas (250 acres), y cuenta con 1.600 animales de diferentes especies: 68 especies de mamíferos, alrededor de 130 especies de aves, y alrededor de 25 especies de reptiles.